# Basketbol Süper Ligi 2022-23
La Basketbol Süper Ligi 2022-23 fue la edición número 57 de la Basketbol Süper Ligi, la máxima competición de baloncesto de Turquía. La temporada regular comenzó el 30 de septiembre de 2022 y los playoffs acabaron el 17 de junio de 2023. El campeón fue el Anadolu Efes, que lograba así su 16.º título.

## Equipos temporada 2022-23
El 2 de mayo de 2022, el Manisa BB ascendió a la BSL como campeona de la Türkiye Basketbol 1. Ligi. Será su primera temporada en la BSL. Beysu Konyaspor ascendió a la BSL como ganador de los play-offs de la TBL.
Semt77 Yalovaspor y HDI Sigorta Afyon Belediye descendieron después de terminar en los dos últimos lugares en la Basketbol Süper Ligi 2021-22.
| Equipo                         | Ciudad    | Pabellón                           | Capacidad |
| ------------------------------ | --------- | ---------------------------------- | --------- |
| Anadolu Efes                   | Estambul  | Sinan Erdem Dome                   | 16,000    |
| AYOS Konyaspor                 | Konya     | Selçuklu Belediyesi Spor Salonu    | 4,200     |
| Bahçeşehir Koleji              | Estambul  | Caferağa Sports Hall               | 1,500     |
| Beşiktaş Sompo Japan           | Estambul  | BJK Akatlar Arena                  | 3,200     |
| Darüşşafaka                    | Estambul  | Volkswagen Arena Istanbul          | 5,000     |
| Arel Üniversitesi Büyükçekmece | Estambul  | Gazanfer Bilge Spor Salonu         | 3,000     |
| Fenerbahçe                     | Estambul  | Ülker Sports Arena                 | 13,800    |
| Yukatel Merkezefendi Basket    | Denizli   | Pamukkale University Arena         | 3,490     |
| Frutti Extra Bursaspor         | Bursa     | Tofaş Nilüfer Sports Hall          | 7,500     |
| Galatasaray Odeabank           | Estambul  | Sinan Erdem Dome                   | 16,000    |
| Gaziantep Basketbol            | Gaziantep | Karataş Şahinbey Sport Hall        | 6,400     |
| Manisa BB                      | Manisa    | Muradiye Spor Salonu               | 3,500     |
| Petkim Spor                    | İzmir     | Aliağa Belediyesi ENKA Spor Salonu | 3,000     |
| Pınar Karşıyaka                | İzmir     | Karşıyaka Arena                    | 5,000     |
| Tofaş                          | Bursa     | Tofaş Nilüfer Sports Hall          | 7,500     |
| Türk Telekom                   | Ankara    | Ankara Arena                       | 10,400    |

## Temporada regular

### Clasificación
Actualizado:1 de mayo de 2023
| Pos. | Equipo                      | PJ | G  | P  | PF   | PC   | DP   | Pts | Clasificación o descenso |
| ---- | --------------------------- | -- | -- | -- | ---- | ---- | ---- | --- | ------------------------ |
| 1    | Türk Telekom (A)            | 30 | 25 | 5  | 2631 | 2331 | +300 | 55  | Acceso a playoffs        |
| 2    | Anadolu Efes (A)            | 30 | 22 | 8  | 2653 | 2395 | +258 | 52  | Acceso a playoffs        |
| 3    | Fenerbahçe Beko (A)         | 29 | 23 | 6  | 2512 | 2262 | +250 | 52  | Acceso a playoffs        |
| 4    | Pınar Karşıyaka (A)         | 30 | 21 | 9  | 2676 | 2571 | +105 | 51  | Acceso a playoffs        |
| 5    | Frutti Extra Bursaspor (A)  | 29 | 17 | 12 | 2425 | 2376 | +49  | 46  | Acceso a playoffs        |
| 6    | Darüşşafaka (A)             | 30 | 15 | 15 | 2487 | 2547 | −60  | 45  | Acceso a playoffs        |
| 7    | Tofaş (A)                   | 30 | 15 | 15 | 2487 | 2454 | +33  | 45  | Acceso a playoffs        |
| 8    | Galatasaray Nef (A)         | 30 | 14 | 16 | 2422 | 2441 | −19  | 44  | Acceso a playoffs        |
| 9    | Bahçeşehir Koleji           | 30 | 13 | 17 | 2324 | 2384 | −60  | 43  |                          |
| 10   | ONVO Büyükçekmece           | 30 | 13 | 17 | 2394 | 2482 | −88  | 43  |                          |
| 11   | Manisa BB                   | 30 | 12 | 18 | 2345 | 2491 | −146 | 42  |                          |
| 12   | Petkim Spor                 | 30 | 12 | 18 | 2375 | 2542 | −167 | 42  |                          |
| 13   | Yukatel Merkezefendi Basket | 30 | 11 | 19 | 2385 | 2545 | −160 | 41  |                          |
| 14   | Beşiktaş Emlakjet           | 30 | 10 | 20 | 2457 | 2477 | −20  | 40  |                          |
| 15   | Gaziantep Basketbol (R)     | 30 | 9  | 21 | 2297 | 2420 | −123 | 39  | Descenso a TBL           |
| 16   | Konyaspor (R)               | 30 | 7  | 23 | 2375 | 2527 | −152 | 37  | Descenso a TBL           |

 Fuente: Basketbol Süper Ligi

### Resultados
| Local \ Visitante           | AEF    | KON    | BAH   | BJK    | DSK    | FEN    | BUR   | GAL    | GAZ    | MBB   | BÇB     | PET    | KSK     | TOF    | TTA     | MEB    |
| --------------------------- | ------ | ------ | ----- | ------ | ------ | ------ | ----- | ------ | ------ | ----- | ------- | ------ | ------- | ------ | ------- | ------ |
| Anadolu Efes                | —      | 88–83  | 97–68 | 104–88 | 88–78  | 96–91  | 82–63 | 77–68  | 77–73  | 78–69 | 97–98   | 90–64  | 111–112 | 84–76  | 102–87  | 96–77  |
| Konyaspor                   | 83–99  | —      | 72–77 | 60–77  | 83–73  | 61–62  | 87–99 | 76–73  | 78–76  | 87–91 | 75–85   | 89–84  | 71–82   | 80–66  | 75–84   | 91–92  |
| Bahçeşehir Koleji           | 62–73  | 90–77  | —     | 86–83  | 79–84  | 87–93  | 69–74 | 79–86  | 78–73  | 89–85 | 92–77   | 71–61  | 78–73   | 89–84  | 72–77   | 79–78  |
| Beşiktaş Emlakjet           | 86–99  | 82–90  | 67–71 | —      | 98–84  | 72–81  | 93–87 | 85–78  | 107–74 | 73–76 | 107–69  | 84–85  | 81–92   | 105–85 | 75–91   | 70–59  |
| Darüşşafaka                 | 80–83  | 72–70  | 76–69 | 100–93 | —      | 73–79  | 98–92 | 68–66  | 78–74  | 95–84 | 92–81   | 75–94  | 71–87   | 88–82  | 79–97   | 93–80  |
| Fenerbahçe Beko             | 93–90  | 85–71  | 78–72 | 95–80  | 95–82  | —      |       | 86–64  | 100–50 | 92–78 | 82–69   | 101–96 | 100–88  | 82–68  | 75–82   | 79–72  |
| Frutti Extra Bursaspor      | 88–86  | 74–63  | 81–87 | 88–74  | 97–71  | 84–100 | —     | 88–93  | 85–82  | 96–85 | 91–103  | 92–85  | 106–99  | 77–92  | 79–63   | 95–73  |
| Galatasaray Nef             | 70–80  | 100–88 | 94–90 | 67–74  | 71–65  | 91–97  | 91–80 | —      | 77–54  | 84–79 | 82–92   | 74–82  | 70–72   | 90–76  | 106–100 | 83–100 |
| Gaziantep Basketbol         | 82–106 | 85–81  | 69–60 | 76–82  | 95–99  | 68–76  | 50–69 | 96–78  | —      | 87–73 | 79–61   | 86–55  | 77–84   | 77–83  | 77–76   | 80–78  |
| Manisa BB                   | 74–95  | 79–80  | 81–89 | 73–66  | 73–92  | 58–93  | 82–87 | 85–72  | 69–65  | —     | 87–74   | 86–78  | 80–76   | 82–76  | 50–77   | 90–75  |
| ONVO Büyükçekmece           | 83–76  | 92–77  | 69–67 | 82–69  | 70–83  | 80–85  | 85–87 | 63–67  | 71–68  | 69–78 | —       | 89–73  | 85–72   | 94–81  | 92–100  | 89–81  |
| Petkim Spor                 | 79–89  | 96–85  | 77–69 | 97–83  | 85–88  | 71–76  | 80–72 | 66–84  | 80–79  | 84–90 | 79–75   | —      | 90–85   | 85–95  | 70–89   | 94–87  |
| Pınar Karşıyaka             | 98–83  | 95–89  | 86–82 | 94–90  | 101–76 | 102–98 | 81–80 | 103–91 | 96–91  | 79–76 | 104–102 | 96–75  | —       | 72–83  | 77–85   | 92–76  |
| Tofaş                       | 66–63  | 79–76  | 92–79 | 80–72  | 94–93  | 94–89  | 82–83 | 81–83  | 78–88  | 90–69 | 92–53   | 78–65  | 81–86   | —      | 91–94   | 90–79  |
| Türk Telekom                | 85–70  | 99–93  | 87–68 | 79–67  | 90–87  | 83–72  | 84–63 | 106–91 | 90–75  | 98–84 | 82–66   | 115–66 | 92–83   | 89–77  | —       | 82–71  |
| Yukatel Merkezefendi Basket | 71–94  | 91–84  | 80–76 | 75–74  | 97–94  | 80–77  | 56–68 | 53–78  | 95–91  | 95–79 | 77–76   | 70–79  | 101–109 | 88–95  | 78–68   | —      |

## Playoffs

### Cuadro final
|  | Cuartos de final | Cuartos de final       | Cuartos de final |                 |   | Semifinales     | Semifinales | Semifinales |  |   | Finales      | Finales | Finales |  |
|  |                  |                        |                  |                 |   |                 |             |             |  |   |              |         |         |  |
|  |                  |                        |                  |                 |   |                 |             |             |  |   |              |         |         |  |
|  | 1                | Türk Telekom           | 2                |                 |   |                 |             |             |  |   |              |         |         |  |
|  | 1                | Türk Telekom           | 2                |                 |   |                 |             |             |  |   |              |         |         |  |
|  | 8                | Galatasaray Nef        | 1                |                 |   |                 |             |             |  |   |              |         |         |  |
|  | 8                | Galatasaray Nef        | 1                |                 | 1 | Türk Telekom    | 1           |             |  |   |              |         |         |  |
|  |                  |                        |                  |                 | 1 | Türk Telekom    | 1           |             |  |   |              |         |         |  |
|  |                  |                        | 4                | Pınar Karşıyaka | 3 |                 |             |             |  |   |              |         |         |  |
|  | 4                | Pınar Karşıyaka        | 4                | Pınar Karşıyaka | 3 | 2               |             |             |  |   |              |         |         |  |
|  | 4                | Pınar Karşıyaka        |                  |                 |   |                 |             |             |  |   |              |         |         |  |
|  | 5                | Frutti Extra Bursaspor | 0                |                 |   |                 |             |             |  |   |              |         |         |  |
|  | 5                | Frutti Extra Bursaspor | 0                |                 |   |                 |             |             |  | 3 | Anadolu Efes | 3       |         |  |
|  |                  |                        |                  |                 |   |                 |             |             |  | 3 | Anadolu Efes | 3       |         |  |
|  |                  |                        | 4                | Pınar Karşıyaka | 0 |                 |             |             |  |   |              |         |         |  |
|  | 2                | Fenerbahçe Beko        | 4                | Pınar Karşıyaka | 0 | 2               |             |             |  |   |              |         |         |  |
|  | 2                | Fenerbahçe Beko        |                  |                 |   |                 |             |             |  |   |              |         |         |  |
|  | 7                | Tofaş                  | 0                |                 |   |                 |             |             |  |   |              |         |         |  |
|  | 7                | Tofaş                  | 0                |                 | 2 | Fenerbahçe Beko | 1           |             |  |   |              |         |         |  |
|  |                  |                        |                  |                 | 2 | Fenerbahçe Beko | 1           |             |  |   |              |         |         |  |
|  |                  |                        | 3                | Anadolu Efes    | 3 |                 |             |             |  |   |              |         |         |  |
|  | 3                | Anadolu Efes           | 3                | Anadolu Efes    | 3 | 2               |             |             |  |   |              |         |         |  |
|  | 3                | Anadolu Efes           |                  |                 |   |                 |             |             |  |   |              |         |         |  |
|  | 6                | Darüşşafaka Lassa      | 0                |                 |   |                 |             |             |  |   |              |         |         |  |
|  | 6                | Darüşşafaka Lassa      | 0                |                 |   |                 |             |             |  |   |              |         |         |  |
|  |                  |                        |                  |                 |   |                 |             |             |  |   |              |         |         |  |

### Cuartos de final
| Equipo 1        | Series | Equipo 2               | 1.er partido | 2.º partido | 3.er partido |
| --------------- | ------ | ---------------------- | ------------ | ----------- | ------------ |
| Türk Telekom    | 2–1    | Galatasaray Nef        | 94–85        | 71–86       | 91–77        |
| Fenerbahçe Beko | 2–0    | Tofaş                  | 93–78        | 98–87       | —            |
| Anadolu Efes    | 2–0    | Darüşşafaka Lassa      | 104–94       | 86–84       | —            |
| Pınar Karşıyaka | 2–0    | Frutti Extra Bursaspor | 91–83        | 92–76       | —            |

### Semifinales
| Equipo 1        | Series | Equipo 2        | 1.er partido | 2.º partido | 3.er partido | 4.º partido | 5.º partido |
| --------------- | ------ | --------------- | ------------ | ----------- | ------------ | ----------- | ----------- |
| Türk Telekom    | 1–3    | Pınar Karşıyaka | 98–94        | 81–92       | 81–84        | 90–94       | —           |
| Fenerbahçe Beko | 1–3    | Anadolu Efes    | 108–66       | 90–92       | 91–97        | 78–87       | —           |

### Final
| Equipo 1     | Series | Equipo 2        | 1.er partido | 2.º partido | 3.er partido | 4.º partido | 5.º partido |
| ------------ | ------ | --------------- | ------------ | ----------- | ------------ | ----------- | ----------- |
| Anadolu Efes | 3–0    | Pınar Karşıyaka | 82-78        | 85-68       | 83-74        | -           | -           |

* Si es necesario

## Estadísticas
| Pos | Jugador         | Equipo          | VAL   |
| --- | --------------- | --------------- | ----- |
| 1   | Tyrique Jones   | Türk Telekom    | 21.44 |
| 2   | Braian Angola   | Pınar Karşıyaka | 20.81 |
| 3   | Jordan Morgan   | AYOS Konyaspor  | 19.76 |
| 4   | Ante Žižić      | Anadolu Efes    | 18.94 |
| 5   | Errick McCollum | Pınar Karşıyaka | 18.12 |

| Pos | Jugador          | Equipo                 | PPP   |
| --- | ---------------- | ---------------------- | ----- |
| 1   | Jordon Crawford  | ONVO Büyükçekmece      | 19.55 |
| 2   | Errick McCollum  | Pınar Karşıyaka        | 18.96 |
| 3   | Onuralp Bitim    | Frutti Extra Bursaspor | 18.45 |
| 4   | Rob Gray         | Tofaş                  | 18.38 |
| 5   | Rasheed Sulaimon | AYOS Konyaspor         | 17.96 |

| Pos | Jugador        | Equipo          | RPP   |
| --- | -------------- | --------------- | ----- |
| 1   | O. D. Anosike  | Manisa BB       | 10.75 |
| 2   | Ángel Delgado  | Pınar Karşıyaka | 8.90  |
| 3   | Tyrique Jones  | Türk Telekom    | 8.77  |
| 4   | Boubacar Toure | Tofaş           | 8.17  |
| 4   | Ante Žižić     | Anadolu Efes    | 7.81  |

| Pos | Jugador              | Equipo              | APP  |
| --- | -------------------- | ------------------- | ---- |
| 1   | Alex Pérez           | AYOS Konyaspor      | 7.50 |
| 2   | Doğuş Özdemiroğlu    | Darüşşafaka Lassa   | 6.43 |
| 3   | Codi Miller-McIntyre | Gaziantep Basketbol | 5.93 |
| 4   | Jerian Grant         | Türk Telekom        | 5.90 |
| 5   | Jordon Crawford      | ONVO Büyükçekmece   | 5.62 |

Source: BSL Stats

## Galardones
Galardones oficiales de la Basketbol Süper Ligi 2022-23.

#### MVP de la jornada
| Jornada | Jugador                   | Equipo                 | VAL | Ref.   |
| ------- | ------------------------- | ---------------------- | --- | ------ |
| 1       | Zach Auguste              | Frutti Extra Bursaspor | 37  | [ 5 ]  |
| 2       | Jordan Morgan             | AYOS Konyaspor         | 29  | [ 6 ]  |
| 2       | Doğuş Özdemiroğlu         | Darüşşafaka            | 29  | [ 6 ]  |
| 3       | Onuralp Bitim             | Frutti Extra Bursaspor | 33  | [ 7 ]  |
| 4       | Peyton Aldridge           | Petkim Spor            | 35  | [ 8 ]  |
| 5       | Axel Bouteille            | Türk Telekom           | 33  | [ 9 ]  |
| 7       | Peyton Aldridge (2)       | Petkim Spor            | 31  | [ 10 ] |
| 8       | Tyrique Jones             | Türk Telekom           | 29  | [ 11 ] |
| 8       | Mindaugas Kuzminskas      | Pınar Karşıyaka        | 29  | [ 11 ] |
| 9       | Errick McCollum           | Pınar Karşıyaka        | 29  | [ 12 ] |
| 10      | Errick McCollum (2)       | Pınar Karşıyaka        | 37  | [ 13 ] |
| 11      | Jerry Boutsiele           | Bahçeşehir Koleji      | 35  | [ 14 ] |
| 11      | Kenny Chery               | Petkim Spor            | 35  | [ 14 ] |
| 12      | Dylan Ennis               | Galatasaray Nef        | 38  | [ 15 ] |
| 13      | Zach Auguste (2)          | Frutti Extra Bursaspor | 41  | [ 16 ] |
| 14      | Axel Bouteille (2)        | Türk Telekom           | 34  | [ 17 ] |
| 14      | Jaylon Brown              | Pınar Karşıyaka        | 34  | [ 17 ] |
| 15      | Demetre Rivers            | ONVO Büyükçekmece      | 38  | [ 18 ] |
| 16      | Jordon Crawford           | ONVO Büyükçekmece      | 33  | [ 19 ] |
| 17      | Braian Angola             | Pınar Karşıyaka        | 32  | [ 20 ] |
| 17      | John Egbunu               | Gaziantep Basketbol    | 32  | [ 20 ] |
| 18      | Zach Auguste (3)          | Frutti Extra Bursaspor | 37  |        |
| 19      | Braian Angola (2)         | Pınar Karşıyaka        | 28  | [ 21 ] |
| 20      | Parker Jackson-Cartwright | Beşiktaş Emlakjet      | 41  |        |
| 21      | Nigel Hayes               | Fenerbahçe Beko        | 36  | [ 22 ] |
| 22      | Rob Gray                  | Tofaş                  | 37  | [ 23 ] |
| 23      | Braian Angola (3)         | Pınar Karşıyaka        | 40  | [ 24 ] |
| 24      | Şehmus Hazer              | Fenerbahçe Beko        | 27  | [ 25 ] |
| 25      | Ante Žižić                | Anadolu Efes           | 39  | [ 26 ] |
| 26      | Errick McCollum (4)       | Pınar Karşıyaka        | 34  | [ 27 ] |
| 27      | Boubacar Toure            | Tofaş                  | 32  | [ 28 ] |
| 28      | Vitto Brown               | Pınar Karşıyaka        | 35  | [ 29 ] |
| 29      | Ante Žižić (2)            | Anadolu Efes           | 29  | [ 30 ] |